# Surho Sugaipov

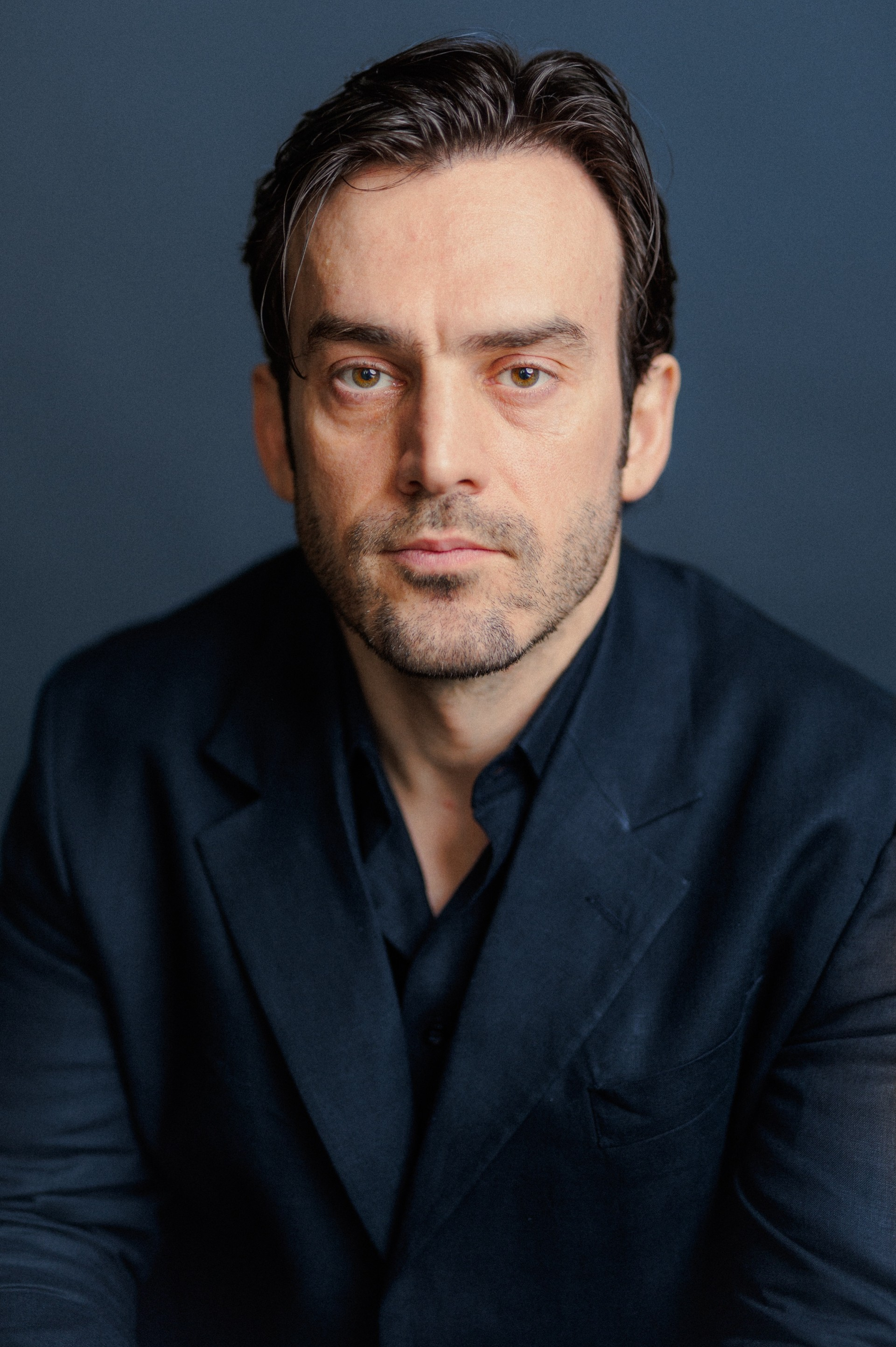
Surho Sugaipov (2025)

Surho Sugaipov (* 1985 in Grosny, Tschetschenien) ist ein deutscher Schauspieler.

## Leben
Surho Sugaipov wuchs in Grosny auf, wo sein Vater Staatssekretär im Justizministerium war. Sugaipov hatte nach eigenen Aussagen schon früh den Wunsch, Schauspieler zu werden. Als Jugendlicher spielte er im Schultheater.
Im Alter von 14/15 Jahren kam Sugaipov nach Deutschland, nachdem seine Familie während des Tschetschenienkriegs aus Grosny geflüchtet war. Er besuchte das Gymnasium und machte in Würselen sein Abitur. Anschließend arbeitete er im familieneigenen Betrieb und reiste ein Jahr u. a. durch Tschetschenien, die Türkei und Russland. Anschließend studierte er an der Fachhochschule Köln Betriebswirtschaftslehre, jobbte nebenbei bei einem Autozulieferer und schloss sein Studium mit dem Bachelor ab.
Als Schauspieler Autodidakt, wurde er von einem Scout für den Film entdeckt. Nach dem Casting in Belgien erhielt er die Hauptrolle in der französischen Kino-Produktion Le grand homme (2014) von Regisseurin Sarah Leonor, auf die er sich mit schauspielerischem Einzelunterricht, den ihm die Regisseurin selbst erteilte, vorbereitete. In dem Afghanistan-Kriegsdrama spielt er an der Seite von Jérémie Renier den Fremdenlegionär Markov, der seinen schwerverletzten Freund und Kameraden Hamilton rettet, nachdem beide in einem Hinterhalt geraten. Es folgten weitere Kinoproduktionen in Deutschland und Frankreich.
Im Dortmunder Tatort: Tod und Spiele (Erstausstrahlung: Oktober 2018) verkörperte Sugaipov, der selbst professioneller Mixed Martial Arts (MMA)-Kämpfer war, den Kampfsportler und „Käfigkämpfer“ Abuzar Zaurayev.
In der französischen Crime- und Spionage-Serie Büro der Legenden (2018) übernahm er eine Serienrolle. In dem ZDF-Thriller Getrieben, der in der TV-Reihe „Fernsehfilm der Woche“ im Februar 2019 erstausgestrahlt wurde, spielte Sugaipov den Vorarbeiter einer Reinigungsfirma, Zarif Mansoor. In der 8-teiligen internationalen Fernsehserie Das Netz – Spiel am Abgrund (2022) war er in einer wiederkehrenden Serienrolle, in der er Mikhail, den Anführer einer Gruppe russischer Hooligans, verkörperte, zu sehen. Außerdem spielte Sugaipov in der Amazon-Serie Totems (2022) mit. Der Kurzfilm DARA, den er selbst schrieb und inszenierte, wurde auf mehreren internationalen Festivals ausgezeichnet.
Surho Sugaipov ist verheiratet und lebt in Köln.

## Filmografie
- 2014: Le grand homme (Kinofilm, Frankreich)
- 2016: Volt (Kinofilm, Deutschland)
- 2017: In Ayahs Augen (Kurzfilm)
- 2017: Tatort: Dunkle Zeit (Fernsehreihe)
- 2018: Le collier rouge (Kinofilm, Frankreich)
- 2018: Getrieben (Fernsehfilm)
- 2018: Tatort: Tod und Spiele (Fernsehreihe)
- 2018: Büro der Legenden (Fernsehserie)
- 2020: Nightlife
- 2021: Sankt Maik (Fernsehserie)
- 2022. Totems (Fernsehserie)
- 2022: Das Netz – Spiel am Abgrund (Fernsehserie, Folgen 3–8)
- 2024: Das Quartett: Patient Nr.13 (Fernsehreihe)
- 2025: SOKO Leipzig: Gut und Böse (Fernsehserie)
- 2025: Tatort: Fiderallala (Fernsehreihe)